# Liste der Kulturgüter in Arogno
Die Liste der Kulturgüter in Arogno enthält alle Objekte in der Gemeinde Arogno im Kanton Tessin, die gemäss der Haager Konvention zum Schutz von Kulturgut bei bewaffneten Konflikten, dem Bundesgesetz vom 20. Juni 2014 über den Schutz der Kulturgüter bei bewaffneten Konflikten sowie der Verordnung vom 29. Oktober 2014 über den Schutz der Kulturgüter bei bewaffneten Konflikten unter Schutz stehen.
Objekte der Kategorien A und B sind vollständig in der Liste enthalten, Objekte der Kategorie C fehlen zurzeit (Stand: 1. Januar 2023).

## Kulturgüter
| Foto |                                                                                | Objekt                                                                                          | Kat. | Typ | Standort                           | Beschreibung |
| ---- | ------------------------------------------------------------------------------ | ----------------------------------------------------------------------------------------------- | ---- | --- | ---------------------------------- | ------------ |
| ja   | Datei hochladen · Wikidata zu Pfarrkirche Santo Stefano (Q3674265)             | Pfarrkirche Santo Stefano / Chiesa parrocchiale di San Stefano KGS-Nr.: 05240                   | A    | G   | Stráda dala Gésa 16 720173 / 90952 |              |
| BW   | Datei hochladen                                                                | Mittelalterlicher Komplex von Sant'Evasio / Complesso medievale di Sant’Evasio KGS-Nr.: 00610   | B    | F   | Stráda di Pügèrna 719315 / 92520   |              |
| ja   | Datei hochladen · Wikidata zu Oratorium San Michele (Q29883868)                | Oratorium San Michele / Oratorio di San Michele KGS-Nr.: 05241                                  | B    | G   | Stráda da Röv 720212 / 90428       |              |
| ja   | Datei hochladen · Wikidata zu Dreifaltigkeitskapelle (Q29883865)               | Dreifaltigkeitskapelle / Cappella della Trinità KGS-Nr.: 11908                                  | B    | G   | Stráda da Röv 720087 / 89794       |              |
| ja   | Datei hochladen · Wikidata zu Oratorium Beata Vergine delle Grazie (Q29883867) | Oratorium Beata Vergine delle Grazie / Oratorio della Beata Vergine delle Grazie KGS-Nr.: 11911 | B    | G   | Stráda da Valmára 721537 / 91038   |              |